# Nadeschda Wladimirowna Schunjajewa
Nadeschda Wladimirowna Schunjajewa (russisch Надежда Владимировна Шуняева, wiss. Transliteration Nadežda Šunjaeva; * 11. November 1993 in Angarsk, Oblast Irkutsk) ist eine ehemalige russische Skilangläuferin.

## Werdegang
Schunjajewa nahm von 2009 bis 2019 vorwiegend am Skilanglauf-Eastern-Europe-Cup teil. Dabei erreichte sie acht Top-Zehn-Platzierungen. Ihre ersten Erfolge hatte sie bei den Nordischen Junioren-Skiweltmeisterschaften 2012 in Erzurum. Dort gewann sie Bronze im Skiathlon und Gold mit der Staffel. Im folgenden Jahr holte sie bei den Nordischen Junioren-Skiweltmeisterschaften 2013 in Liberec im Skiathlon und mit der Staffel die Silbermedaille. Ihr erstes Weltcuprennen lief sie im Dezember 2013 in Davos, welches sie auf den 43. Platz über 15 km Freistil beendete. In der Saison 2014/15 erreichte sie in Rybinsk mit dem 29. Platz über 10 km Freistil und mit dem 25. Rang im Skiathlon ihre ersten und einzigen Weltcuppunkte.